# AustroCel
Die AustroCel Hallein GmbH ist ein Hersteller von Zellstoff und Bioenergie mit Sitz in Hallein im Land Salzburg. Seit dem Jahr 2017 gehört das Unternehmen zur Private-Equity-Gesellschaft TowerBrook. Im Geschäftsjahr 2019 konnte mit 300 Mitarbeitern ein Umsatz von 124 Millionen Euro erreicht werden.

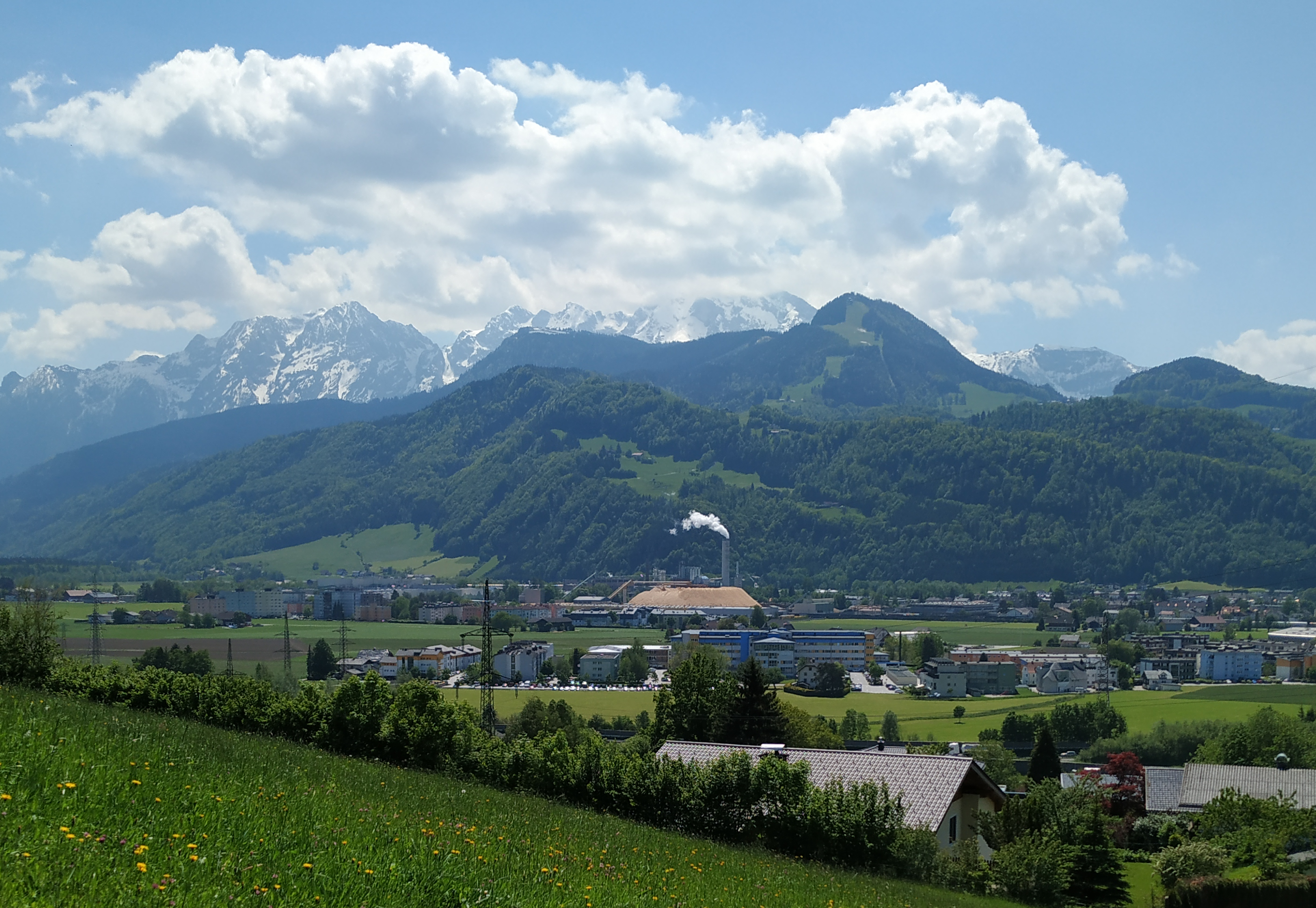
AustroCel Hallein im Bildhintergrund

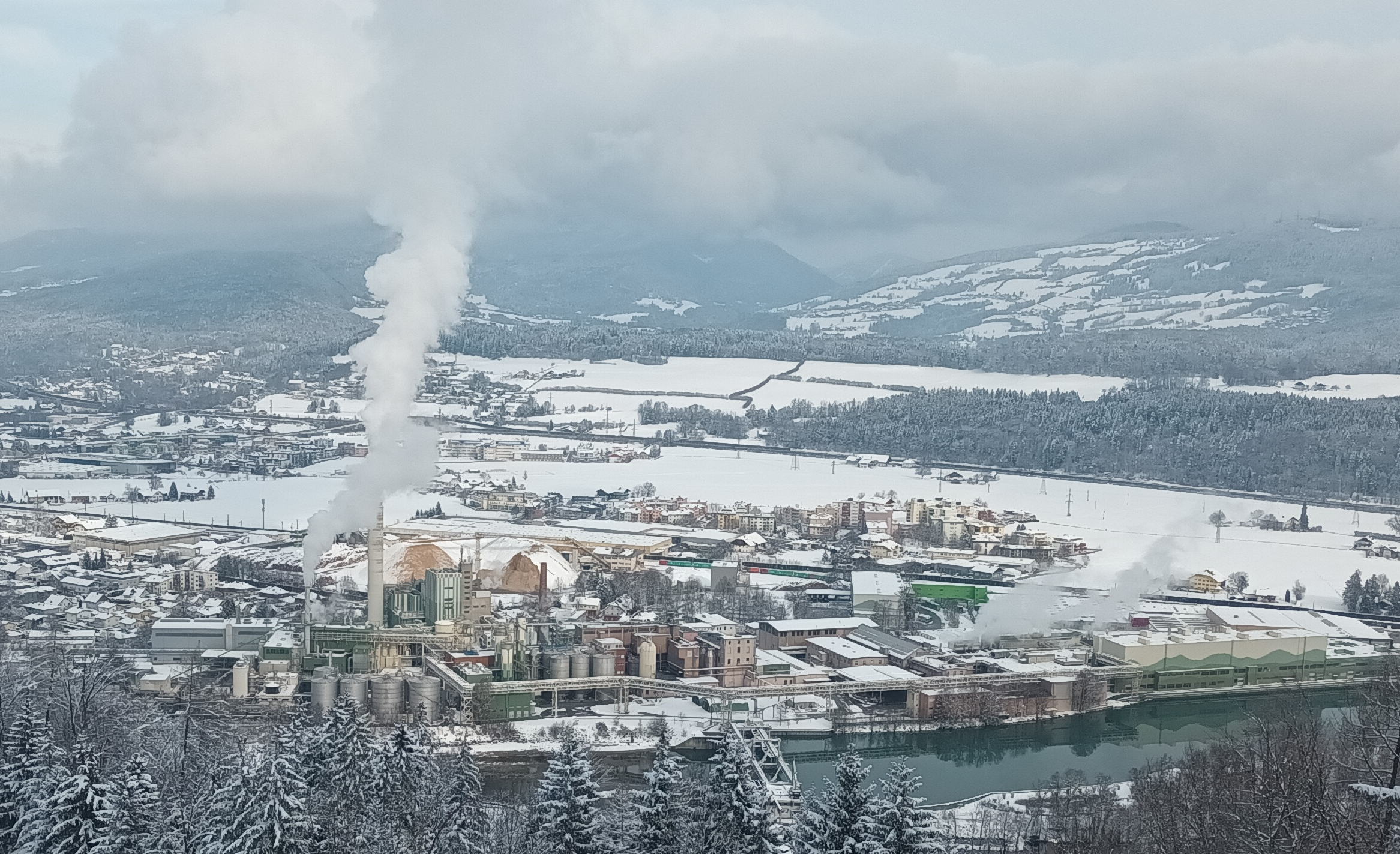
Ansicht des Firmengeländes von Südwesten

## Produktpalette
Das Kerngeschäft liegt in der Nutzung des Rohstoffs Holz, der in Form von Sägerestholz von Fichten und Tannen angeliefert wird. Das Material wird zur Produktion von Textil-Zellstoff (Viskose) und Bioenergie verwendet. In der Bioraffinerie werden daraus jährlich bis zu 160.000 Tonnen Viskosezellstoff produziert und aus den anfallenden Nebenprodukten werden jährlich rund 100 GWh Fernwärme sowie 100 GWh Grünstrom aus Biogas erzeugt. Eine Bioethanol-Anlage erzeugt monatlich 1,5 Millionen Liter Bio-Ethanol.

## Geschichte
Der Wiener Chemiker Karl Kellner und der Ökonom Edward Partington aus Burry/Lancyshire gründeten 1890 die Zellulosefabrik The Kellner-Partington Paper Pulp Co. Ltd. in Hallein. Der Standort eignete sich aus mehreren Gründen:
- Mit dem Grießrechen gab es einen Holzrechen in der Salzach, der Driftholz aus den Gebirgsgauen auffing. Dieser diente zuvor der Salzproduktion von Salz aus dem Salzbergwerk Hallein.
- Das Wasser der Salzach konnte für die Produktion verwendet werden.
- In der Industriestadt Hallein waren Arbeitskräfte verfügbar.
- Ab 1928 stand mit dem Wasserkraftwerk in Gamp auch elektrische Energie aus eigener Produktion zur Verfügung.[2]

Von 1918 bis 1979 war die norwegische Borregaard-Holding Gesellschafter der Halleiner Papier- und Zellstofffabrik.
Die folgenden Jahre waren von zahlreichen Umfirmierungen gekennzeichnet: 1979 erfolgte die mehrheitliche Übernahme durch die PWA Grafische Papiere GmbH, mit der 1981 die Umbenennung in Hallein Papier AG einherging. 1995 übernahm der schwedische SCA-Konzern das Werk und änderte den Namen auf SCA FINE PAPER Hallein GmbH. Bereits 1999 erfolgte die Umbenennung auf Modo Paper Hallein GmbH, nachdem die schwedischen Konzerne SCA und MoDo sich zu Modo Paper AB zusammenschlossen. Mit dem Verkauf an den finnischen Konzern Metsä-Serla im Jahr 2000 kam es zum neuen Namen M-real Hallein AG.
Die Salzburg AG erwarb 2005 das Wasserkraftwerk in Gamp, das nach Abtrieb eines Dachwehres im Zuge eines Hochwassers außer Betrieb genommen wurde. Im Zuge der Revitalisierung wurde die Kapazität von ursprünglich 20 Millionen kWh jährlich auf 53 Mio. kWh erhöht.
Am 30. April 2009 wurde die Papierproduktion eingestellt und die Papiermaschinen verkauft. Weiterbetrieben wurde die Zellstoffproduktion und die Erzeugung von Fernwärme, die an Halleiner Haushalte und Unternehmen – wie zum Beispiel der Landesklinik Hallein – geliefert wurde. 2012 erfolgte die Übernahme durch die Schweighofer Gruppe (heute HS Timber Group) mit Umbenennung zu Schweighofer Fiber GmbH. Seit 2017 gehört das Unternehmen zur Private-Equity-Gesellschaft TowerBrook und trägt den Namen AustroCel Hallein.
Ende 2020 wurde eine Bioethanol-Anlage in Betrieb genommen, die seit 2021 monatlich 1,5 Millionen Liter Bio-Ethanol an die OMV liefert.

## Tödlicher Gasaustritt 2021
Am 2. Juni 2021 platzte eine Druckgasleitung mit heißem Schwefeldioxid, wobei ein danebenstehender Arbeiter getötet wurde und Anrainer Husten erlitten. Im Februar 2023 sind die Erhebungen abgeschlossen. Ein ehemaliger Geschäftsführer und 3 leitende Techniker werden angeklagt, im August 2023 wird vor Gericht verhandelt. Laut Anklage wurde 17 Jahre lang verabsäumt diese Leitung durch einen Drucktest zu überprüfen, sie war fehlerhaft mit 1,8 statt 3 mm Wandstärke ausgeführt worden, auf Beschädigungen wurde nicht geachtet.